# Lamancha
Lamancha, schottisch-gälisch: Grainnse Rath Mhanach, ist eine Ortschaft am Nordwestrand der schottischen Council Area Scottish Borders beziehungsweise in der traditionellen Grafschaft Peeblesshire. Sie liegt rund acht Kilometer südlich von Penicuik und zehn Kilometer nordwestlich von Peebles vor der Ostflanke der Pentland Hills.

## Geschichte
Die Besiedlung der Region kann vermutlich bis in die Bronzezeit zurückverfolgt werden. So finden sich beispielsweise Ring-Markierungen auf einer Sandsteinplatte nahe der Ortschaft. Eine vermutete bronzezeitliche Begräbnisstätte konnte jedoch nicht nachgewiesen werden.
Lamancha befand sich im Einflussbereich zweier Herrenhäuser. Lamancha House geht auf eine Landvilla aus dem Jahre 1663 zurück. Archibald Campbell, der spätere dritte Duke of Argyll, ließ in den 1730er Jahren die Keimzelle von Whim House errichten.

## Verkehr
Die A701 (Edinburgh–Dumfries) bildet die Hauptverkehrsstraße von Lamancha und schließt die Ortschaft an das Fernsverkehrsstraßennetz an. Im Westen, bei West Linton, passiert die von Edinburgh nach St John’s Town of Dalry führende A702. Wenige Kilometer südlich besteht Anschluss an die A72 (Galashiels–Hamilton).